# Morris Commercial J4
La Morris Commercial J4 era una furgoneta con motor delantero situado debajo de los asientos, y con los controles del conductor ubicados delante de las ruedas delanteras. Se trataba de un pequeño vehículo comercial ligero con capacidad de carga de 0,5 toneladas, que fue lanzado al mercado por Morris Commercial en 1960 y producido con dos reestilizaciones hasta 1974.
La furgoneta se comercializó primero como Morris J4 y Austin J4. Tras la formación de British Leyland Motor Corporation en 1968, que había absorbido a British Motor Corporation (BMC), la furgoneta se denominó BMC J4.

## Descripción

### Motor, frenos y suspensión
La furgoneta estaba disponible con el familiar motor de gasolina BMC serie B con 1622 cc y también, a un coste adicional, con una unidad diésel de 1500 cc. La potencia de frenado provenía de unos frenos de tambor en las cuatro ruedas; no tenía servoasistencia. La suspensión era similar a la del Austin Cambridge / Morris Oxford de la época: la suspensión delantera independiente incorporaba resortes helicoidales y amortiguadores hidráulicos, mientras que la suspensión trasera tenía ballestas semielípticas.

### Prestaciones
En 1967 la revista británica Autocar probó una caravana con motor de gasolina basada en la J4; logró una velocidad máxima de 63 mph (101 km/h) y una aceleración de 0 a 50 mph (80 km/h) en 20,2 segundos. El vehículo probado pesaba 2910 libras (1320 kg) y el consumo total de gasolina para la prueba fue de 22,7 mpg-imp (12,4 L/100 km).

### Denominación y capacidad
En la década de 1960, las furgonetas ligeras comúnmente se denominaban simplemente por su capacidad de carga, y esta furgoneta en ese momento a menudo era llamada simplemente Morris 10/12 cwt.

### Desarrollos

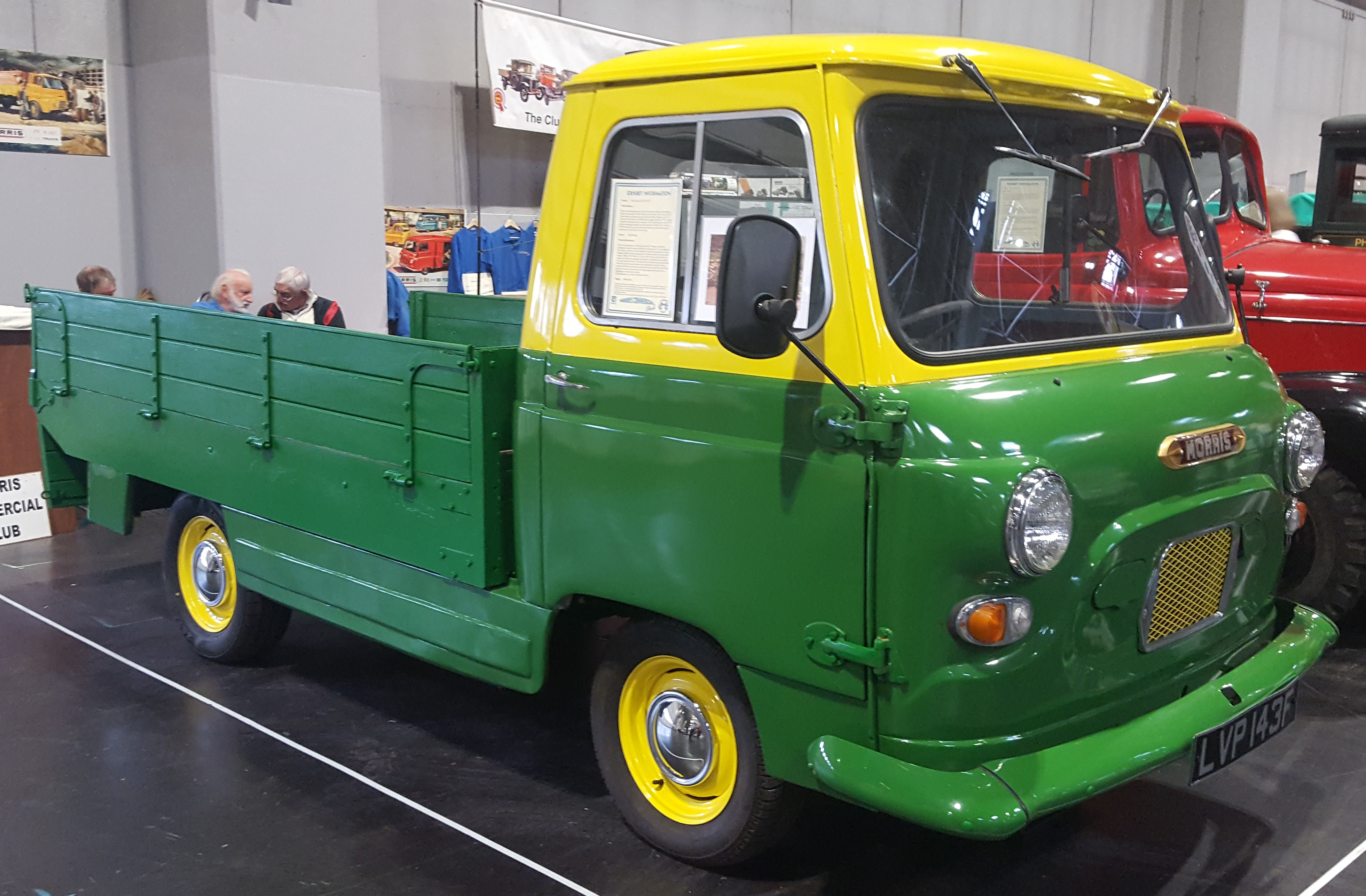
Un Morris J4 de 1967, carrozado con caja abierta.

Durante su vida comercial, la furgoneta experimentó pequeñas mejoras bajo el metal. El motor estaba situado debajo de la cabina del conductor, entre los dos asientos: la furgoneta se consideraba inusualmente ruidosa, incluso en la década de 1960.
Aparte de la versión furgoneta, el Morris J4 también estaba disponible como chasis-cabina para carrozar, pickup y cámper.
Esta furgoneta era comúnmente vista en las calles británicas recogiendo y entregando el correo, pintada con el color rojo característico de Royal Mail. Aunque la J4 fue un comercial ligero bastante exitoso, se vendió principalmente en virtud de los precios ajustados a grandes flotas, viviendo después de 1965 a la sombra del todopoderoso Ford Transit con motor delantero, al igual que varios otros comerciales ligeros británicos de los años 60 y 70, como el Standard Atlas, el Commer FC y el anteriormente líder en su clase pero ahora envejecido Bedford CA. Aunque era competente como furgoneta, la Morris J4 ofrecía una experiencia de conducción bastante pobre, incluso para los estándares de la época.
Inicialmente, el modelo tenía puertas delanteras corredizas, pero posteriormente fueron reemplazadas por un par de puertas delanteras con bisagras convencionales.

## En España

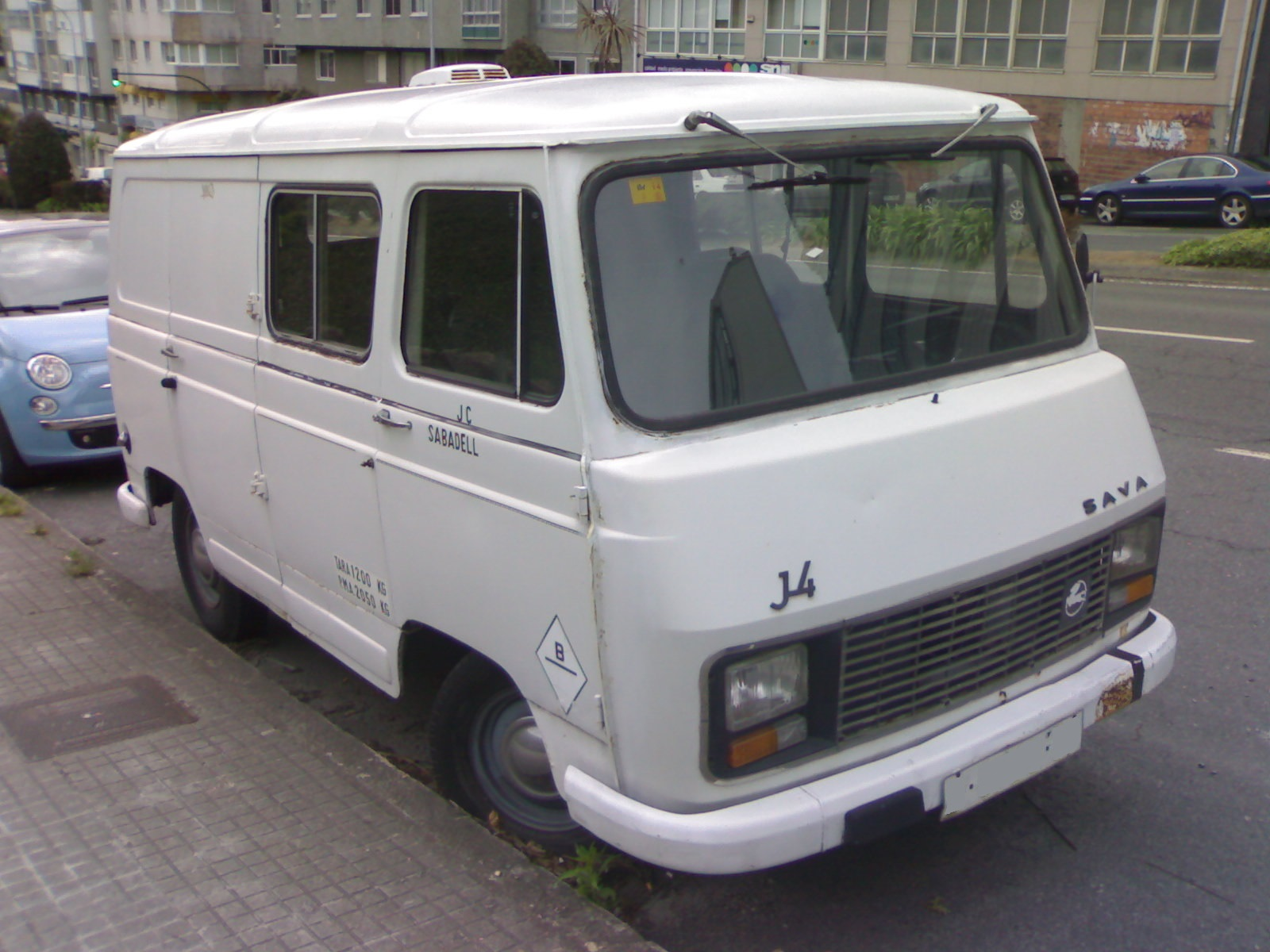
SAVA J4 5730 (1976).

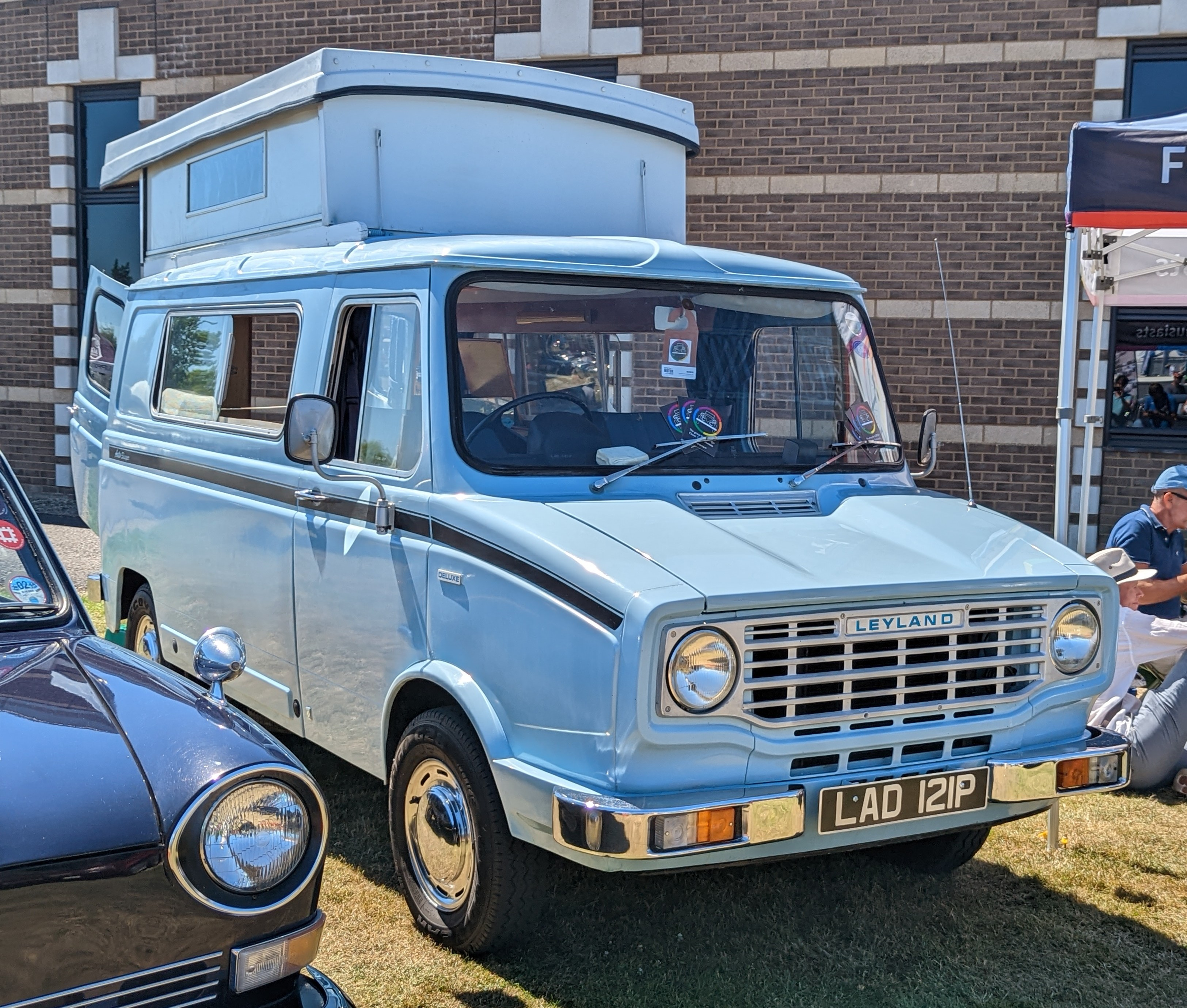
Leyland Sherpa cámper del año 1975.

En España la empresa SAVA (Sociedad Anónima de Vehículos Automóviles) produjo una versión de esta furgoneta en Valladolid entre 1965 y 1989, y se vendió sucesivamente con varios nombres, incluidos SAVA J4 y Pegaso J4.
A diferencia de la versión británica, la SAVA J4 solo estaba disponible con motores diésel.

## Reemplazo
La Morris J4 fue reemplazada en 1974 por la furgoneta Leyland Sherpa con motor delantero, la cual tenía la parte trasera de la J4 con solo unos pocos cambios. El modelo Sherpa permaneció en producción hasta 2006; estuvo disponible con varias distancias entre ejes y anchos de vía, y con el paso del tiempo se convirtió en los Freight Rover, LDV 200 y LDV Pilot.